# Staleochlora trilineata
Staleochlora trilineata är en insektsart som först beskrevs av Jean Guillaume Audinet Serville 1831.  Staleochlora trilineata ingår i släktet Staleochlora och familjen Romaleidae. Inga underarter finns listade i Catalogue of Life.